# قلعه آغجیوان
قلعه آغجیوان مربوط به هزاره اول قبل از میلاد است و در شهرستان بوکان، روستای آغجیوان واقع شده و این اثر در تاریخ ۱۲ بهمن ۱۳۸۱ با شمارهٔ ثبت ۷۳۸۴ به‌عنوان یکی از آثار ملی ایران به ثبت رسیده است.